# Stentjärnen (Färnebo socken, Värmland)
Stentjärnen är en sjö i Filipstads kommun i Värmland och ingår i Göta älvs huvudavrinningsområde.